# Alarma temprana de sismos (Japón)

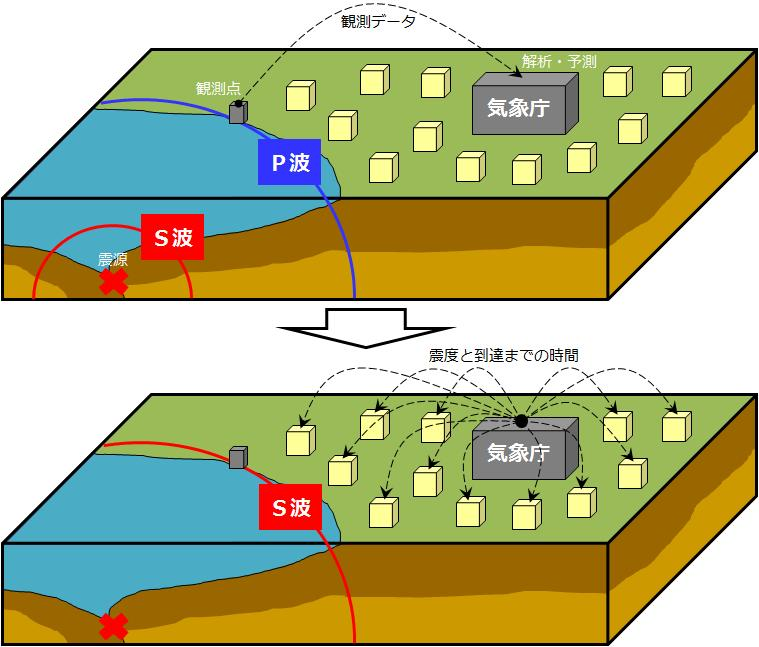
El sistema de alarma temprana de sismos de Japón se activa cuando dos o más sismográfos detectan las ondas P (primarias) de un sismo; la Agencia Meteorológica de Japón inmediatamente analiza las lecturas y distribuye la información a los usuarios avanzados, tales como estaciones de radiodifusión y las empresas de telefonía móvil, antes de la llegada de las ondas S (secundarias).

El Sistema de alarma temprana de sismos de Japón (EEW por sus siglas en inglés) (緊急地震速報 Kinkyū Jishin Sokuhō?) es una advertencia emitida justo después de que se detecta un terremoto en Japón. Las advertencias son emitidas principalmente por la Agencia Meteorológica de Japón (JMA por sus siglas en inglés), y que emiten consejos sobre cómo reaccionar a las advertencias. El sistema permite alertar a la población con varios segundos e incluso minutos de anticipación antes de que un sismo llegue a su lugar de ubicación.

## Introducción
La Agencia Meteorológica de Japón cuenta con dos sistemas de alerta temprana del terremoto, una es para usuarios avanzados y otro para el público en general. Las ondas P son detectadas por más de 4235 sismómetros instalados a través de Japón (desde el 1 de abril de 2010), la JMA analiza de forma automática y predice el área de epicentro y advierte a las personas en la zona de riesgo ubicadas en las distintas prefecturas a lo largo de Japón a través de la televisión y la radio solo si se espera una fuerte sacudida.
La alerta temprana de terremotos que se emite al público en general (緊急地震速報(警報)) (televisión, radio, mensajes de texto, alertas en el computador etc.), se muestra cuando la Agencia Meteorológica de Japón detecta un sismo que será mayor a los 5 grados en la escala Shindo. Por otra parte, la alerta temprana de tipo predicción)(緊急地震速報(予報)) es emitida a usuarios avanzandos cuando el sismo sobrepasa los 3 grados Shindo, o la magnitud 3,5 en la escala de Richter, o cuando se espera una aceleración superior a los 100 gal. Lo anterior se deduce con la amplitud de las ondas P (primarias) y S (secundarias).
El momento de un aviso depende de las condiciones en la que una advertencia puede ser emitida y recibida. Después de recibir una advertencia, una persona puede tener unos pocos segundos para tomar medidas, pero si el epicentro se encuentra muy cerca puede haber casos en los que los temblores fuertes vienen por delante de cualquier aviso.
La alerta temprana está configurada para permitir a las personas mitigar los daños de un terremoto, las personas pueden protegerse a sí mismos en la casa, en la oficina, y cerca de los acantilados; los trabajadores de los ferrocarriles puede utilizar esta advertencia para frenar los trenes, y trabajadores de las fábricas pueden usarla para detener las líneas de montaje antes de un terremoto.
Después del terremoto y tsunami de Japón del 2011 el sistema de alerta temprana de sismos, así como el de tsunamis, fue considerado efectivo por el científico indio Dr. Shailesh Nayak, quien ayudó a desarrollar el sistema de advertencia en la India., sin embargo el maremoto mató a más de 10.000 personas.

## Formato de las emisiones de las alertas

### NHKy otros canales de la televisión abierta
Las alertas emitidas en las diferentes señales de la cadena pública NHK y otras cadenas de televisión, consisten en una ventana informativa que aparece en la pantalla que muestra el epicentro del terremoto y de las áreas más vulnerables al temblor. Al mismo tiempo suenan dos conjuntos de campanas de sonido seguido después de una voz que anuncia:

"Esta es una advertencia temprana de terremoto. Por favor, prepárese para un temblor de gran alcance." (「緊急地震速報です。強い揺れに警戒して下さい。」 Kinkyū Jishin Sokuhō desu. Tsuyoi yure ni keikai shite kudasai.?)

La alerta también informa a los espectadores si existe o no un riesgo de deslizamientos o tsunami causada por el terremoto en la zona afectada. Si las alertas de tsunami son emitidas, el sistema de alerta interrumpe todas las señales de radio y televisión en las áreas bajo advertencia en sintonía con la NHK en el momento que se activa el sistema, por lo que las advertencias son recibidas correctamente. Todos los avisos se emiten en cinco idiomas: inglés, mandarín, coreano y portugués (en Japón pequeñas poblaciones hablan estos idiomas), así como el japonés. Estas advertencias fueron emitidas por NHK y otros canales de la televisión japonesa durante el terremoto y posterior tsunami que afectó las costas japonesas en 2011.

### Redes de telefonía móvil
Tres importantes operadores de la telefonía celular en Japón, han desarrollado sistemas de transmisión simultánea conforme la difusión de celda para recibir y proporcionar a los teléfonos registrados, un mensaje de texto alertándolos de un sismo, este servicio se brinda desde 2007.
La telefonía móvil 3G en Japón está obligada a suscribirse al sistema de alerta temprana desde 2007, sin embargo, fabricantes en el extranjero (Nokia, Apple, HTC, LG, Samsung, etc) no son compatibles con el sistema. En agosto de 2011, Apple anunció que su plataforma iPhone iOS 5 apoyará la notificación de alertas tempranas.

### Receptores de radio
Los receptores de radio transmiten en las frecuencias FM, el mismo sonido que alerta a los televidentes, en caso de que la señal de la estación se encuentre fuera del aire, se detecta automáticamente el sistema y se enciende la radio, esto usualmente ocurre durante las noches en la que suena un tono de timbre y el mensaje de exhorto a la gente para que despierten y se protejan del sismo, incluso bajo la cama. Segundos después de activado el sistema, este ubica el epicentro y las zonas en peligro y las transmite automáticamente.
La calidad de la llegada de la alerta puede variar de una emisora a otra.

### Televisión por cable
Algunas televisoras por cable ofrecen el servicio de alerta temprana, una de ellas es Japan Cablenet (ジャパンケーブルネット?) (JCN), la cual alquila un receptor que recibe y alerta a los usuarios avanzados y notifica al usuario cerca del epicentro con un máximo de 5 segundos antes del sismo. Otras televisoras transmiten las alertas vía televisión y frecuencia radial FM solo en las zonas de peligro de manera gratuita.

### Internet
Weathernews Inc. (ウェザーニューズ?), una compañía de información del tiempo, creó un programa que brinda un servicio de alerta avanzado a los usuarios que compren el programa The Last 10-Second (Los últimos 10 segundos) dirigido a personas y empresas el 15 de octubre de 2007.
Este servicio requiere una computadora con Windows 2000 o superior, y una conexión permanente a Internet. El programa ofrece una alternativa económica para mantenerse al tanto de las alertas tempranas emitidas por la Agencia Meteorológica de Japón. La aplicación instalada en el equipo se puede configurar para recibir información sobre todos los terremotos con una magnitud de 3,5 Richter o superior, o con una intensidad sísmica de 3 o superior. Las nuevas versiones del programa permiten el anuncio de los terremotos de menor intensidad. Cuando una advertencia es emitida, el programa dará a conocer la ubicación aproximada del epicentro, la intensidad sísmica esperada por la Agencia Meteorológica y una cuenta atrás de cuanto falta para que el temblor principal llegue a la ubicación del usuario.
Después del terremoto del 2011, la Strategy Corporation (ストラテジー株式会社) creó un programa similar disponible gratuitamente llamado SignalNow Express.